# Cycle (márkanév)

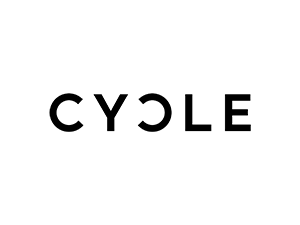
A Cycle logója

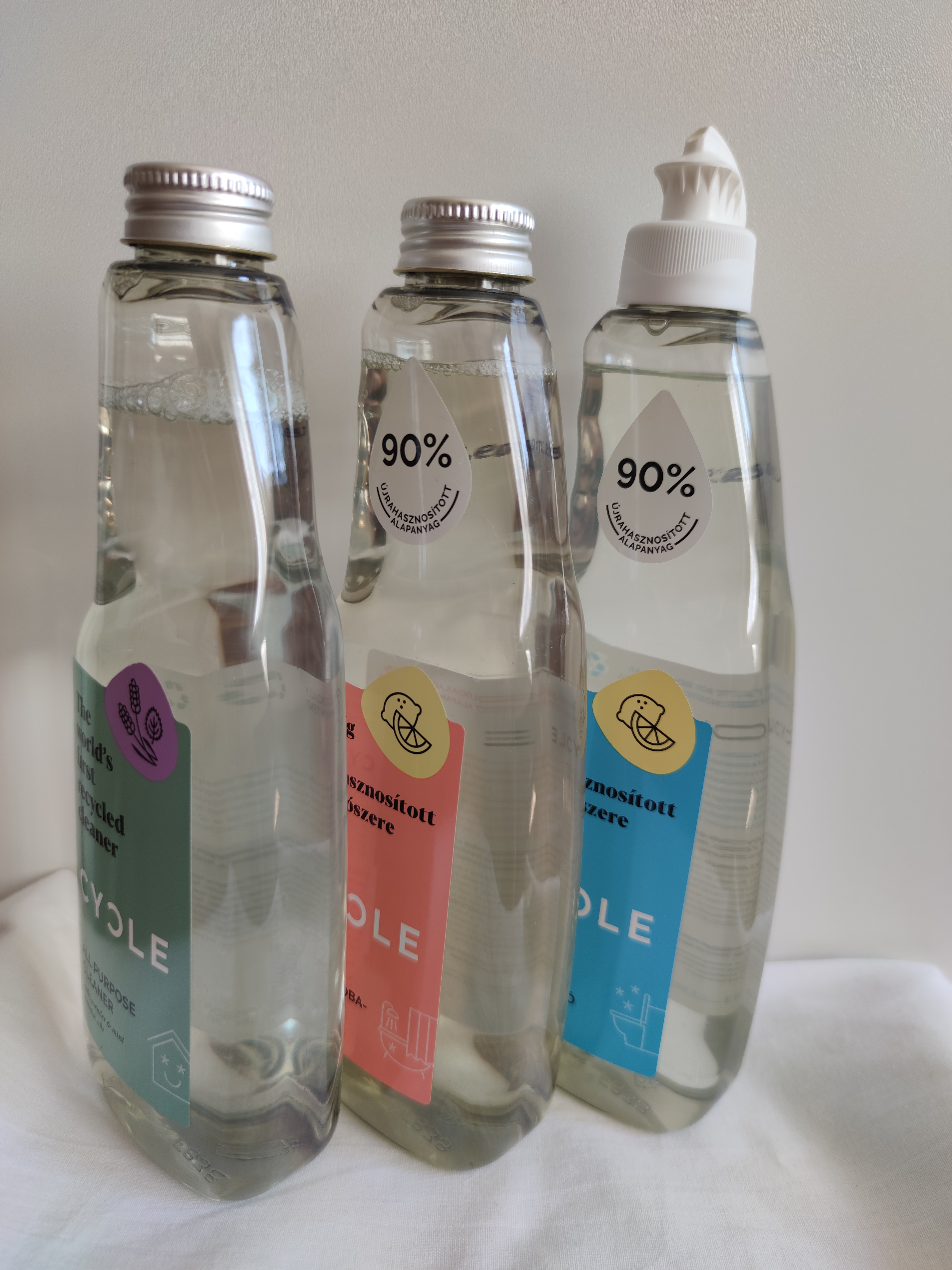
A Cycle-termékcsalád

A Cycle a reNEW Technologies vállalat márkája, olyan, ecetsav alapú fürdőszobai általános felülettisztító és vécétisztítószer, mely 90%-ban újrahasznosított alapanyagokból, víz hozzáadása nélkül készül szennyvízből nyert biomasszából. A világ első újrahasznosított tisztítószere. A tisztítószert tíz éves kutatás-fejlesztés előzte meg Budapesten. A terméket újrahasznosított műanyag palackban árulják, a címke cellulózalapú, komposztálható papír, a tinta pedig vízálló. A márkát Ausztriában is értékesítik.

## Gyártástechnológia
A hulladékként keletkezett szerves anyagot rothasztóban (biológiai reaktorban) baktériumok segítségével alakítják biomasszává. Ezt a folyamatot hosszú ideje használják már biogáz előállításához, ennek a folyamatnak a köztes képződménye a sav. A szerves hulladékot egyfajta baktérium dolgozza fel, közben pedig sav képződik. A savat egy másik baktériumkultúra hasznosítja, mely metánt termel. A Cycle fejlesztői kidolgoztak egy eljárást, hogy még azelőtt sikerüljön kivonni az ecetsavat tartalmazó zsírsavakat, mielőtt még a metántermelő baktériumokhoz eljutna. A biomassza 40%-át hasznosítják ecetsav termeléséhez, a többiből biogáz lesz. Membránszeparációs eljárással távolítják el a fermentált iszap szárazanyagtartalmát, majd a permeátumból vákuumdesztillációs eljárással állítják elő a termék alapját képező ecetsavat. A tisztítószer csak a biomasszából kinyert újrahasznosított vizet tartalmazza. A
termékhez kizárólag természetes adalékanyagokat, többek között illóolajokat, illetve habosító adalékanyagot adnak, ezek nem befolyásolják a tisztító hatást, a vásárlói elvárások és megszokások miatt kerülnek a termékbe. A gyártó állítása szerint a termék tisztítóereje megegyezik vagy jobb a hagyományosan elérhető tisztítószerekénél.